# Ferdinande-Henriette de Stolberg-Gedern
Ferdinande-Henriette, comtesse de Stolberg-Gedern, née le 2 octobre 1699 à Gedern, Oberhessen, dans le Hesse-Darmstadt (Saint Empire romain germanique), est la fille de Louis-Christian, comte de Stolberg-Gedern, et de la princesse Christine de Mecklembourg-Güstrow. Elle est morte à König (Hesse-Darmstadt), le 31 janvier 1750, à l'âge de 50 ans.

## Famille
Elle épouse le 27 juin 1719 Georges-Auguste d'Erbach-Schönberg et ils ont treize enfants :
1. Christine d'Erbach-Schönberg (née à Schönberg le 5 mai 1721 - décédée à Eschleiz, Reuss-Juengere-Linie, le 26 novembre 1769), mariée à Schönberg le 2 octobre 1742 à Henri XII  de Reuss Schleiz (bg) (Schleiz 15 mai 1716-Kirschkau 25 juin 1784).
2. Georges Louis II, d'Erbach-Schönberg (né à Schönberg, le 27 janvier 1723 - décédé à Plön, Holstein, le 11 février 1777), marié à Plön le 11 novembre 1764 à Frédérike, de Holstein-Sonderburg-Plön (1736-1769).
3. François Charles d'Erbach (né à Schönberg, le 28 juillet 1724 - décédé à Schönberg le 29 septembre 1788), marié à Bergheim, Oberhesse, le 4 septembre 1778 à Augusta Caroline, d'Isenburg.
4. Christian Adolphe d'Erbach (né à Gedern le 23 août 1725 - décédé à Gedern le 29 mars 1726).
5. Caroline-Ernestine d'Erbach-Schönberg (né à Gedern le 20 août 1727 - décédé à Ebersdorf le 22 avril 1796), mariée à Henri XXIV Reuss d'Ebersdorf, le 28 juin 1754 à Thurnau, Bavière.
6. Christian d'Erbach (né à Gedern le 7 octobre 1728 - décédé à Mergentheim le 29 mai 1799).
7. Augusta Frédérique d'Erbach (né à Schönberg le 20 mars 1730 - décédé à Thurnau le 5 septembre 1801), mariée à Schönberg le 13 septembre 1753 à Christian de Giech-Thurnau (de).
8. Georges-Auguste d'Erbach (né à Schönberg le 9 mars 1731 - décédé à König le 8 février 1799).
9. Charles-Eugène d'Erbach-Schönberg (de) (né à Schönberg le 10 février 1732 - décédé à Schönberg le 29 juillet 1816) marié à Cernetice, le 1er juillet 1783 à Marie Joséphine Zadubska.
10. Frédéric d'Erbach (né à Schönberg le 22 janvier 1733 - décédé à Schönberg le 6 avril 1733).
11. Louise Éléonore d'Erbach (né à Schönberg le 26 août 1735 - décédé à Schönberg le 23 janvier 1816), mariée le 6 juillet 1750 à Léopold Casimir de Rechteren.
12. Casimir d'Erbach (né à Schönberg le 27 septembre 1736 - décédé à Prague le 6 avril 1760).
13. Gustave-Ernest d'Erbach-Schönberg (de) (né à Schönberg le 27 avril 1739 - décédé à Zwingenberg le 6 avril 1760), marié à Rotteberode le 3 août 1753 à Henriette de Stolberg-Stolberg.